# Tobias Nißler
Tobias Nißler (né le 23 novembre 1853 à Alfershausen et mort le 2 juin 1907 dans la même ville) est un fermier bavarois, maire et député du Reichstag.

## Biographie
Nißler étudie à l'école primaire d'Alfershausen. Depuis 1883, date à laquelle il reprend la propriété de ses parents, il est indépendant en tant qu'agriculteur. Il sert dans le 12e régiment d'infanterie royal bavarois (de) de 1874 à 1877 à Neu-Ulm. Après cela, il est maire de sa ville natale Alfershausen pendant 15 ans. En octobre 1902, il démissionne de ce poste pour des raisons de santé. Il est également membre du conseil de district depuis 1887, du Synode général bavarois depuis 1889 et titulaire de la Croix du Mérite de l'Ordre de Saint-Michel.
À partir de 1891, il est membre de la Chambre des députés de Bavière (de) et à partir de 1898, député du Reichstag pour la 5e circonscription de Moyenne-Franconie ((Dinkelsbühl (de), Gunzenhausen (de), Feuchtwangen (de)) avec le Parti conservateur allemand Les deux mandats prennent fin avec sa mort.